# Liste des chapitres de Sky High Survival
Cet article est un complément de l'article sur le manga Sky High Survival scénarisé par Tsuina Miura et dessiné par Takahiro Oba. Il contient la liste des volumes du manga et leurs chapitres ainsi que ceux de la suite, Sky High Survival : Next Level.

## Parution
Sky High Survival est prépublié sur l'application Manga Box (en) de DeNA entre le 5 décembre 2013 et le 4 avril 2019,. Kōdansha publie la série en un total de 21 volumes reliés sortis entre le 9 mai 2014 et le 9 juillet 2019.
La version française est publiée par Kana en 21 tomes sortis entre le 8 juillet 2016 et le 19 février 2020. La version anglaise est publiée en Amérique du Nord par Seven Seas Entertainment sous le titre High-Rise Invasion en onze volumes doubles sortis entre le 12 juin 2018 et le 27 juillet 2021.
Une suite des mêmes auteurs intitulée Sky High Survival : Next Level (天空侵犯arrive, Tenkū shinpan arrive) est prépubliée sur le site internet de Magazine Pocket entre le 28 juillet 2019 et le 24 avril 2021 et publiée par Kōdansha en un total de sept volumes reliés sortis entre le 8 novembre 2019 et le 9 juin 2021,. La version française est éditée par Kana avec un premier tome sorti le 19 février 2021.

## Sky High Survival
| no | Japonais         | Japonais          | Français          | Français          |
| no | Date de sortie   | ISBN              | Date de sortie    | ISBN              |
| --- | ---------------- | ----------------- | ----------------- | ----------------- |
| 1 | 9 mai 2014       | 978-4-06-376979-1 | 8 juillet 2016    | 978-2-505-06690-3 |
| Liste des chapitres : - Chapitre 1 : Je comprends rien à ce monde (訳のわかんない世界, Wake no wakan'nai sekai) - Chapitre 2 : Mais alors... il me comprend ? (もしかして… 話 通じる？, Moshikashite… -banashi tsūjiru?) - Chapitre 3 : Je ne veux pas qu'elle se fasse tuer !! (殺されちゃったら いやだ!!, Korosa re chattara iyada!!) - Chapitre 4 : Le gérant (管理者, Kanrisha) - Chapitre 5 : Ha ha... (あはっ…, A hatsu…) - Chapitre 6 : Un monde fait pour qu'on meure en se jetant dans le vide (飛び降り自殺させるための世界, Tobiori jisatsu sa seru tame no sekai) - Chapitre 7 : Il n'y a pas d'alternative !! (二択じゃない!!, Ni-taku janai!!) - Chapitre 8 : On peut peut-être sortir d'ici (この世界から出られるかも, Kono sekai kara de rareru kamo) - Chapitre 9 : Invincible dans ce monde (この世界では無敵, Kono sekaide wa muteki) - Chapitre 10 : La mort blanche (白い死神, Shiroi shinigami) - Chapitre 11 : Parfaitement normal !! (全然フツーじゃん!!, Zenzen futsūjan!!) - Chapitre 12 : J'ai déjà fait ça dans des jeux vidéos ! (ゲームで撃ったことあるし！, Gēmu de utta koto arushi!) - Chapitre 13 : Pas sûr qu'on devienne amis, mais... (あんまり好きなタイプじゃないけど, Anmari sukina Taipu janaikedo) - Chapitre 14 : Je déteste le règlement de l'école (校則ってサイテー！, Kōsoku tte saitē!) - Chapitre 15 : Le moyen infaillible (この方法が確実！, Kono hōhō ga kakujitsu!) - Chapitre 16 : Il ne faut pas le rater... (絶対に撃ち殺…, Zettai ni uchi ya…) |                  |                   |                   |                   |
| 2 | 9 septembre 2014 | 978-4-06-377056-8 | 8 juillet 2016    | 978-2-505-06691-0 |
| Liste des chapitres : - Chapitre 17 : Le droit de mourir en se jetant dans le vide (飛び降り自殺する権利, Tobiori jisatsu suru kenri) - Chapitre 18 : Malgré tout... (それでも, Soredemo) - Chapitre 19 : Ce masqué est carrément inquiétant !! (この仮面はマジでヤバい, Kono kamen wa majide yabai) - Chapitre 20 : Je vais mourir ! (私 死んじゃうもん！, Watashi shin jau mon!) - Chapitre 21 : La soubrette (メイド仮面さん, Meido Kamen-san) - Chapitre 22 : Avec la main gauche (左手で, Hidarite de) - Chapitre 23 : L'arme du tueur suivant... (次の仮面の武器は, Tsugi no Kamen no buki wa) - Chapitre 24 : Je suis géniale !! (私 天才!!, Watashi tensai!!) - Chapitre 25 : Face aux masqués (対仮面, Tai Kamen) - Chapitre 26 : Pour toi (あなたのために, Anata no tame ni) - Chapitre 27 : C'est ici qu'on se sépare... (これで…お別れね, Kore de… o wakare ne) - Chapitre 28 : Ce monde débile (このふざけた世界を, Kono fuzaketa sekai o) - Chapitre 29 : Souvenirs de ce jour-là (あの時の記憶, Ano toki no kioku) - Chapitre 30 : Il n'est pas seul (独りじゃない, Hitori janai) - Chapitre 31 : L'obscurité depuis un lieu éclairé (明るいほうから, Akarui hō kara) - Chapitre 32 : Une fille comme moi (この私が, Kono watashi ga) - Chapitre 33 : Hi hi ! Hi hi ! (ヒ～ヒ！ ヒャヒッ!!, Hi~hi! Hyahi~tsu!!) - Chapitre 34 : Et alors ? (で？, De?) |                  |                   |                   |                   |
| 3 | 9 janvier 2015   | 978-4-06-377111-4 | 9 septembre 2016  | 978-2-505-06692-7 |
| Liste des chapitres : - Chapitre 35 : J'en suis sûre (絶対に！, Zettai ni!) - Chapitre 36 : Je me souviens de ce que je devais faire ! (思い出したオレのやるべきことを, Omoide shita ore no yarubeki koto o) - Chapitre 37 : Oui, tu as raison (うん わかった, Un wakatta) - Chapitre 38 : Pardon, Mayuko (ごめんね 二瀬真由子さん, Gomen ne Nise Mayuko-san) - Chapitre 39 : C'est nul, ce nom (ダッサイ名前, Dassai namae) - Chapitre 40 : Moi, je ne suis déjà plus (オレは…すでに…, Ore wa… sudeni…) - Chapitre 41 : Que mon frère ne meure pas ! (死んじゃいませんように, Shinja imasen yō ni) - Chapitre 42 : Sportifs (スポーツマンシップ, Supōtsumanshippu) - Chapitre 43 : Assez tremblé ! (ビビるのはここまでだ, Bibiru no wa koko madeda) - Chapitre 44 : Le plus grand secret de ce monde (この世界の重大な秘密, Kono sekai no jūdaina himitsu) - Chapitre 45 : De nos mains (オレたち兄妹の手で, Ore-tachi kyōdai no te de) - Chapitre 46 : Le cahier d'observation du jeune Nomura (野村少年の考察ノート, Nomura shōnen no kōsatsu nōto) - Chapitre 47 : Le troisième genre (第3の仮面, Dai 3 no kamen) - Chapitre 48 : Merci (ありがとっ！, Arigato~tsu!) - Chapitre 49 : Si je mets la main dessus, je serai rassasié ! (あの娘のモノなら満たされる, Ano musume no mononara mitasareru) - Chapitre 50 : Un organisme de création (誕生だすための機関, Tanjō dasu tame no kikan) - Chapitre spécial 18.5 : Quelqu'un pour me tuer... ()                                                  |                  |                   |                   |                   |
| 4 | 8 mai 2015       | 978-4-06-377190-9 | 18 novembre 2016  | 978-2-505-06693-4 |
| Liste des chapitres : - Chapitre 51 : Le devoir d'un ange (天使の義務, Tenshi no gimu) - Chapitre 52 : Le nom de cette fille... (この女の名前は, Kono on'na no namae wa) - Chapitre 53 : Surpassé (上回った, Uwamawatta) - Chapitre 54 : Oui, et alors ? (なのだけれど？, Na nodakeredo?) - Chapitre 55 : L'immeuble noir (黒いビル, Kuroi Biru) - Chapitre 56 : A propos (ところで, Tokorode) - Chapitre 57 : Le code de dieu (神のコード, Kami no kōdo) - Chapitre 58 : Le président (社長, Shachō) - Chapitre 59 : Le héros... c'est toi ? (主人公…ですか？, Shujinkō…desu ka?) - Chapitre 60 : Jamais entendu parler (存在を知らない, Sonzai o shiranai) - Chapitre 61 : Tu comptes beaucoup pour moi (あなたのことが好きよ, Anata no koto ga suki yo) |                  |                   |                   |                   |
| 5 | 7 août 2015      | 978-4-06-377292-0 | 17 février 2017   | 978-2-505-06749-8 |
| Liste des chapitres : - Chapitre 62 : Ne me fais pas mal (痛くはしないでね？, Itaku wa shinaide ne?) - Chapitre 63 : Même si je devenais un pantin (たとえ人形になってでも, Tatoe ningyō ni natte demo) - Chapitre 64 : Ceux qui se sont approchés de dieu (神に近づいた者, Kami ni chikadzuita mono) - Chapitre 65 : Il a fait son apparation (奴が現れた, Yatsu ga arawareta) - Chapitre 66 : Il n'écoute pas ce qu'on lui dit (人の話を聞いてないっ！, Hito no hanashi o kiitenai~tsu!) - Chapitre 67 : Moi aussi, je suis prête à tout (私はなんだってする, Watashi wa nan datte suru) - Chapitre 68 : C'est un coup de semonce ! (威嚇射撃の用意ですわっ！, Ikaku shageki no yōi de suwatsu!) - Chapitre 69 : Mon ultime arme secrète (私の最強必殺技, Watashi no saikyō hissawwaza) - Chapitre 70 : Uuuh... Uuuh... (ぐふっ…ぐふふっ！, Gufutsu… gufu futsu!) - Chapitre 71 : Ikebukuro (池袋, Ikebukuro) - Chapitre 72 : A jamais comme ça (いつまでもこのままで, Itsu made mo kono mama de) |                  |                   |                   |                   |
| 6 | 9 novembre 2015  | 978-4-06-377349-1 | 5 mai 2017        | 978-2-505-06750-4 |
| Liste des chapitres : - Chapitre 73 : 吉田くんの話 (Yoshida-kun no hanashi) - Chapitre 74 : がんばってください (Ganbatte kudasai) - Chapitre 75 : そんなの常識 (Son'na no jōshiki) - Chapitre 76 : まだ大丈夫 (Mada daijōbu) - Chapitre 77 : スナイパーの仮面 (Sunaipā no kamen) - Chapitre 78 : 最も古い記憶 (Mottomo furui kioku) - Chapitre 79 : 何故オレは仮面を被ってしまったのか (Naze ore wa kamen o kabutte shimatta no ka) - Chapitre 80 : 救い (Sukui) - Chapitre 81 : アノカタが操れる天使の人数 (Anokata ga ayatsureru tenshi no ninzū) - Chapitre 82 : 本城さんなら大丈夫 (Honjō-san'nara daijōbu) - Chapitre 83 : あなたに逢えて良かった (Anata ni aete yokatta) |                  |                   |                   |                   |
| 7 | 9 février 2016   | 978-4-06-377422-1 | 25 août 2017      | 978-2-505-06759-7 |
| Liste des chapitres : - Chapitre 84 : Hibernation (ハイバネーション, Haibanēshon) - Chapitre 85 : A nouveau seule (久しぶりの一人旅, Hisashiburi no hitoritabi) - Chapitre 86 : Objection rejetée (反論は却下致します, Hanron wa kyakka itashimasu) - Chapitre 87 : Épreuve (試練, Shiren) - Chapitre 88 : Ces gens-là (あのひとたち, Ano hito-tachi) - Chapitre 89 : Tous ensemble (みんなで, Min'nade) - Chapitre 90 : Contrôle de connaissances (学力テスト, Gakuryoku Tesuto) - Chapitre 91 : Et voilà ! Trouvés ♪ (はい発見♪, Hai hakken) - Chapitre 92 : Une présence dangereuse (危険な存在, Kiken'na sonzai) - Chapitre 93 : La mission de Rika (兄の義務, Ani no gimu) - Chapitre 94 : Rassemblement (合流, Gōryū) |                  |                   |                   |                   |
| 8 | 9 mai 2016       | 978-4-06-377461-0 | 17 novembre 2017  | 978-2-505-06760-3 |
| Liste des chapitres : - Chapitre 95 : Progression normale (順調に進行中, Junchō ni shinkō-chū) - Chapitre 96 : Va-t'en ? (逃げろ！, Nigero!) - Chapitre 97 : Alors, ça ne change rien... (これじゃ今までと変わらない, Kore ja imamade to kawaranai) - Chapitre 98 : La petite sœur de Rika (本城くんの妹さん, Honjō-kun no imōto-san) - Chapitre 99 : La légendaire fille courageuse (伝説の女勇者, Densetsu no on'na yūsha) - Chapitre 100 : Cri (叫び, Sakebi) - Chapitre 101 : Des lycéennes sources de problèmes (世話の焼ける女子高生, Sewanoyakeru mesukōsei) - Chapitre 102 : Il y a quelque chose qui cloche (何かがおかしい 何かが, Nanikagaokashī nanika ga) - Chapitre 103 : Bonjour (こんにちは, Kon'nichiwa) - Chapitre 104 : Oui ! On peut le faire ! (イケます！ イケますわぁっ！, Ikemasu! Ikemasu watsu!) - Chapitre 105 : Le monde tout entier (全ての世界, Subete no sekai) |                  |                   |                   |                   |
| 9 | 9 août 2016      | 978-4-06-377499-3 | 16 février 2018   | 978-2-505-06978-2 |
| Liste des chapitres : - Chapitre 106 : Un type vraiment super énervant (マジでムカつくクソ野郎, Majide mukatsuku kuso yarō) - Chapitre 107 : Essai (トライアル, Toraiaru) - Chapitre 108 : Ange protecteur (守護天使, Shugo tenshi) - Chapitre 109 : C'est ça, la fin du monde ? (世も末とはこのことか, Yomosue to hako no koto ka) - Chapitre 110 : Moi, maintenant (今の自分, Ima no jibun) - Chapitre 111 : Pourquoi ? (なんで？, Nande) - Chapitre 112 : La vraie perversité (真の邪悪, Shin no jaaku) - Chapitre 113 : Et tu prétends que c'est le bien (それが正義だと言いながら, Sore ga seigida to iinagara) - Chapitre 114 : Une grosse envie de faire pipi (すっごいオシッコしたい, Suggoi oshikkoshitai) - Chapitre 115 : Méfiance (警戒心, Keikaishin) - Chapitre 116 : Je n'ai pas toujours été forte (最初から強かった訳じゃない, Saisho kara tsuyokatta wake janai) |                  |                   |                   |                   |
| 10 | 9 novembre 2016  | 978-4-06-393073-3 | 4 mai 2018        | 978-2-505-06979-9 |
| Liste des chapitres : - Chapitre 117 : L'otage (その人質とは, Sono hitojichi to wa) - Chapitre 118 : Ma petite Yayoi (なぁ弥生ちゃんよぉ, Nā Yayoi-chan yo) - Chapitre 119 : Un aîné sur qui compter (頼れる年上, Tayoreru toshiue) - Chapitre 120 : Curiosité (好奇心, Kōkishin) - Chapitre 121 : Cascade dévastatrice (破壊力スケール, Hakai-ryoku Sukēru) - Chapitre 122 : Aaah ! (嗚呼！, Aa!) - Chapitre 123 : Lui faire tout cracher (全てを吐き出させる, Subete o hakidasa seru) - Chapitre 124 : La petite sœur de mon frère (お兄ちゃんの妹, O nīchan no imōto) - Chapitre 125 : Pourquoi je me bats (なんのために戦う, Nan no tame ni tatakau) - Chapitre 126 : Sentiments (思い, Omoi) - Chapitre 127 : Aucun sens (おかしいでしょ 何もかも, Okashīdesho nanimokamo) |                  |                   |                   |                   |
| 11 | 9 février 2017   | 978-4-06-393137-2 | 24 août 2018      | 978-2-505-07042-9 |
| Liste des chapitres : - Chapitre 128 : Le plan d'élimination des lycéennes (セーラー服暗殺計画, Sērā-fuku ansatsu keikaku) - Chapitre 129 : L'archange (大天使, Dai tenshi) - Chapitre 130 : Reprenons (話を続けましょう, Hanashi o tsudzuke mashou) - Chapitre 131 : Le puissant (強者, Tsuwamono) - Chapitre 132 : Je ne me sens pas très forme (元気が無いカンジ, Genki ga nai kanji) - Chapitre 133 : Continouons la discussion (話を続けるわ, Hanashi o tsudzukeru wa) - Chapitre 134 : A fleur de peau (感情が爆発しそう, Kanjō ga bakuhatsu shisō) - Chapitre 135 : Je comprends ton anxiété (焦る気持ちはよくわかる, Aseru kimochi wa yoku wakaru) - Chapitre 136 : Un nouveau pouvoir (新しい能力, Atarashī nōryoku) - Chapitre 137 : Détermination (心構え, Kokoro gamae) - Chapitre 138 : Le combat a commencé (戦いは始まった, Tatakai wa hajimatta) - Chapitre 139 : J'explose ! (爆！ 臨ッッ！, Bakuhatsu! Nozomu~tsu~tsu!) |                  |                   |                   |                   |
| 12 | 9 mai 2017       | 978-4-06-393187-7 | 9 novembre 2018   | 978-2-505-07091-7 |
| Liste des chapitres : - Chapitre 140 : J'en ai marre ! (モウ我慢シナイ！, Mō gaman shinai!) - Chapitre 141 : Jeune fille... (ただの女の子, Tada no on'nanoko) - Chapitre 142 : Les marches (そしてぼくは階段を昇った, Soshite boku wa kaidan o nobotta) - Chapitre 143 : Abjectes (とてつもない悪党, Totetsumonai akutō) - Chapitre 144 : Adieu (サヨウナラ, Sayōnara) - Chapitre 145 : Pour deux (じっくりと…味わって…, Jikkuri to… ajiwatte…) - Chapitre 146 : Le canon électrique (レールガンチャンス, Rērugan Chansu) - Chapitre 147 : Ca y est ! (来るっ!!, Kurutsu!!) - Chapitre 148 : C'est toi qui va mourir (あなたは ここで終わりよ, Anata wa koko de owari yo) - Chapitre 149 : Selon le souhait de Yuri Honjô (ホンジョウユリに従って, Honjou Yuri ni shitagatte) - Chapitre 150 : Le prophète (預言者, Yogensha) |                  |                   |                   |                   |
| 13 | 7 juillet 2017   | 978-4-06-510028-8 | 4 janvier 2019    | 978-2-505-07187-7 |
| Liste des chapitres : - Chapitre 151 : Un formidable amour fraternel (すばらしい兄妹愛, Subarashī kyōdai ai) - Chapitre 152 : Telegnosis (テレグノシス, Teregunoshisu) - Chapitre 153 : Quoi que je fasse (私が何をしようとも, Watashi ga nani o shiyou tomo) - Chapitre 154 : Je te tuerai (私がアンタを殺しちゃう, Watashi ga anta o koroshi chau) - Chapitre 155 : Localisation (把握, Haaku) - Chapitre 156 : Leader (リーダー, Rīdā) - Chapitre 157 : De la part de son cher adversaire (貴殿と敵対する者より, Kiden to tekitai suru mono yori) - Chapitre 158 : Traits (器量, Kiryō) - Chapitre 159 : Je n'ai aucune envie de devenir un dieu (神様になんかなりたくない, Kamisama ni nanka naritakunai) - Chapitre 160 : Pourquoi j'ai renoncé à devenir un dieu (私が神をあきらめた理由, Watashi ga kami o akirameta riyū) - Chapitre 161 : J'avais encore tant de choses à te dire... (君とはもっと話をしていたかった, Kimi to wa motto hanashi o shite itakatta) - Chapitre 162 : Une appellation classique (メジャーな呼称, Mejāna koshō) |                  |                   |                   |                   |
| 14 | 6 octobre 2017   | 978-4-06-510262-6 | 3 mai 2019        | 978-2-505-07304-8 |
| Liste des chapitres : - Chapitre 163 : En réalité, pas qu'un seul (実は一つではなく, Jitsuha hitotsu de hanaku) - Chapitre 164 : Pas le temps de se divertir (駄弁（だべ）ってる時間はない, Daben (dabe) tteru toki hanai) - Chapitre 165 : La première fois qu'on s'est rencontrées (私と初めて出会った時, Watashi to hajimete dēto toki) - Chapitre 166 : Que la bataille commence (戦闘開始, Sentoukaishi) - Chapitre 167 : Mister Sniper (ミスター・スナイパー, Misuta sunaipa) - Chapitre 168 : Une très vilaine fille (とっても悪い子, Tottemo waruiko) - Chapitre 169 : Bienvenue (ようこそ, Youkoso) - Chapitre 170 : Le couteau de la justice (正義を執行する刃, Seigi wo shikkou suru jin) - Chapitre 171 : Ré-action (再発動, Saihatsudou) - Chapitre 172 : Comment peut-il être encore en vie ? (何故まだ生きているのか, Naniyue mada ikitei runoka) - Chapitre 173 : Parce que ça va être terrible (たいへんな ことに なるから, taihen na koto ninarukara) - Chapitre 174 : Rika ? (お兄ちゃん……？, O nii-chan……？) |                  |                   |                   |                   |
| 15 | 9 janvier 2018   | 978-4-06-510726-3 | 20 septembre 2019 | 978-2-505-07628-5 |
| Liste des chapitres : - Chapitre 175 : Ce monde montre son vrai visage (この領域が本気を出す, Kono ryōiki ga honki wo dasu) - Chapitre 176 : Ce que je suis maintenant (今のオレ, Ima no ore) - Chapitre 177 : Punition de substitution (天罰代行, Tenbatsu daikō) - Chapitre 178 : L'imbécile qui vise le soleil (太陽を目指したオロカモノ, Taiyō o mezashita orokamono) - Chapitre 179 : VS l'ange gardien (守護天使ＶＳ, Shugo tenshi VS) - Chapitre 180 : Éveil forcé (目覚めさせる, Mezame saseru) - Chapitre 181 : Qu'est-ce qu'on doit faire ? (オレたちはどう動く, Ore-tachi wa dō ugoku) - Chapitre 182 : Je vais t'expliquer ! (教えてアゲルッ！, Oshiete agerutsu!) - Chapitre 183 : Ca, c'est dingue (これはすごい, Kore wa sugoi) - Chapitre 184 : Le vent (風, Kaze) - Chapitre 185 : Ton rôle (貴方のお役に, Anata no o-yaku ni) |                  |                   |                   |                   |
| 16 | 9 janvier 2018   | 978-4-06-511240-3 | 29 novembre 2009  | 978-2-505-07629-2 |
| Liste des chapitres : - Chapitre 186 : Le véritable objectif (本当の狙い, Hontō no nerai) - Chapitre 187 : Souviens-toi de la moirt (死を記憶せよ, Shi o kioku seyo) - Chapitre 188 : Réfléchir simplement (わかりやすく考えると, Wakari yasuku kangaeru to) - Chapitre 189 : Change de succès (成功する可能性, Seikō suru kanōsei) - Chapitre 190 : On fait quoi, Kuon ? (どうしよう九遠ちゃん, Dō shiyō Kuon-chan) - Chapitre 191 : Le gros défaut de Yuri (本城さんのダメな部分, Honjō-san no damena bubun) - Chapitre 192 : Conseil (進言, Shingen) - Chapitre 193 : Ce que vous devez accomplir (あなたがたの為すべきこと, Anata gata no tame subeki koto) - Chapitre 194 : Un déchet parmi les déchets (クズの中のクズ, Kuzu no naka no kuzu) - Chapitre 195 : Quelle idiote (バッカみたい, Bakka mitai) - Chapitre 196 : Souvenirs (記憶, Kioku) |                  |                   |                   |                   |
| 17 | 9 juillet 2018   | 978-4-06-511787-3 | 17 janvier 2020   | 978-2-505-07630-8 |
| Liste des chapitres : - Chapitre 197 : Fini de jouer (もう遊べなくなる, Mō asobe naku naru) - Chapitre 198 : La vérité sur le sniper (仮面さんの真実, Kamen-san no shinjitsu) - Chapitre 199 : A portée de main (手の届く場所まで, Te no todoku basho made) - Chapitre 200 : Le diable (魔, Ma) - Chapitre 201 : J'arrête de tuer ! (殺すのヤメルッ！, Korosu no yamerutsu!) - Chapitre 202 : Une vague inconnue (未体験の波動, Mi taiken no hadō) - Chapitre 203 : Idiot démasqué (バカ丸出し, Baka marudashi) - Chapitre 204 : Le dernier ordre (最後の命令, Saigo no meirei) - Chapitre 205 : Quoi qu'il en soit (なには ともあれ, Nani wa tomoare) - Chapitre 206 : Merci... Juitice ! (貴方のお役に, Sankyū! Masayoshi!) - Chapitre 207 : Juste une bête qui se révolte contre le système (天に反逆するだけのただの獣, Ten ni hangyaku suru dake no tada no kemono) |                  |                   |                   |                   |
| 18 | 9 octobre 2018   | 978-4-06-512601-1 | 5 juin 2020       | 978-2-505-08251-4 |
| Liste des chapitres : - Chapitre 208 : Peu importe la situation (どんな状態であろうと, Don'na jōtai dearou to) - Chapitre 209 : Frontière (境界, Kyōkai) - Chapitre 210 : C'est tout ? (その程度のこと, Sono teido no koto) - Chapitre 211 : Sleeper cell (スリーパー・セル, Surīpā Seru) - Chapitre 212 : Un nouveau problème (新しい問題, Atarashī mondai) - Chapitre 213 : De l'autre côté de cette porte (あの扉の向こう, Ano tobira no mukō) - Chapitre 214 : Tu es trop naïf (考えが甘い, Kangae ga amai) - Chapitre 215 : Dis donc (なぁ, Nā) - Chapitre 216 : Faible petit frère (弱い弟, Yowai otōto) - Chapitre 217 : Une personne naturelle (素直な人間, Sunaona ningen) - Chapitre 218 : Nom de code : Tenma (コードネーム天魔, Kōdo Nēmu tenma) - Chapitre 219 : On l'a eue ?! (やったかッッ！？, Yatta ka~tsu~tsu!?) |                  |                   |                   |                   |
| 19 | 9 janvier 2019   | 978-4-06-513870-0 | 21 août 2020      | 978-2-505-08252-1 |
| Liste des chapitres : - Chapitre 220 : Disons les choses clairement (本音を言わせてもらうと, Hon'ne o iwa sete morauto) - Chapitre 221 : Que va-t-il se passer ? (ドウナルノデスカ？, Dounaruno desuka?) - Chapitre 222 : Les sentiments plutôt que la raison, et l'ambition plus que l'éthique (理論よりも感情倫理よりも欲望, Riron yori mo kanjō rinri yori mo yokubō) - Chapitre 223 : Tu peux crever, pourriture (テメェが死ねカス野郎, Teme ga shine Kasu yarō) - Chapitre 224 : La conscience aussi est un autre monde (意識もひとつの異世界, Ishiki mo hitotsu no isekai) - Chapitre 225 : Quelqu'un qu'on peut tuer (殺してもいい存在, Koroshite mo ī sonzai) - Chapitre 226 : Je suis venu, j'ai vu, et... (来た見たそして, Kita mita soshite) - Chapitre 227 : Ce que je veuc te demander (聞いておきたいこと, Kiite okitai koto) - Chapitre 228 : Procédé (ヤリ方, Yarikata) - Chapitre 229 : La dernière mission (最後の義務, Saigo no gimu) - Chapitre 230 : Nous sommes les anges gardiens (ボクたち守護天使, Bokutachi shugo tenshi) |                  |                   |                   |                   |
| 20 | 9 avril 2019     | 978-4-06-514871-6 | 6 novembre 2020   | 978-2-505-08506-5 |
| Liste des chapitres : - Chapitre 231 : Menteur (嘘つき, Usotsuki) - Chapitre 232 : Source de force ! (強さの源, Tsuyo-sa no minamoto) - Chapitre 233 : C'est vrai que ça a l'air chaud (これは確かにヤバそうだ, Kore wa tashika ni yaba-sōda) - Chapitre 234 : Je suis un professionnel ! (私はプロだ！, Watashi wa Puroda!) - Chapitre 235 : De cet endroit-là (その場所から, Sono basho kara) - Chapitre 236 : Il y a des limites dans l'infraction des règles (ルール違反にも程がある, Rūru ihan ni mo hodo ga aru) - Chapitre 237 : Fort et résistant (強くたくましく, Tsuyoku takumashiku) - Chapitre 238 : Situation actuelle (現状, Genjō) - Chapitre 239 : Ah... (あっ, Atsu) - Chapitre 240 : Les sentiments des humains (人間たちのキモチ, Ningen-tachi no kimochi) - Chapitre 241 : Non, je refuse (そんなのは いやだ, Son'na no wa iyada) - Chapitre 242 : Phase finale (終末段階, Shūmatsu dankai) |                  |                   |                   |                   |
| 21 | 9 juillet 2019   | 978-4-06-516663-5 | 19 février 2021   | 978-2-505-08511-9 |
| Liste des chapitres : - Chapitre 243 : Un peu comme une récompense (ご褒美的なモノ, Go hōbi-tekina mono) - Chapitre 244 : Le secret du masqué neutre (無表情仮面の秘密, Muhyōjō kamen no himitsu) - Chapitre 245 : La vérité, c'est... (事実ッッそれはッッッ, Jijitsu ~tsussoreha ~tsu~tsu~tsu) - Chapitre 246 : Injustice (不公平, Fukōhei) - Chapitre 247 : Un nouveau corps (新しいカラダ, Atarashī karada) - Chapitre 248 : Finalement, c'est chacun pour soi (最終的には他者は他者, Saishūtekini wa tasha wa tasha) - Chapitre 249 : C'est trop puissant !! (凄すぎるんだけどッッッ！, Sugo sugiru ndakedo ~tsu~tsu~tsu!) - Chapitre 250 : Ce n'est pas ta faute (貴方は悪くない, Anata wa warukunai) - Chapitre 251 : Une expérience commune à tout le monde (全員一度は経験, Zen'in ichido wa keiken) - Chapitre 252 : Intrusion céleste (天空侵犯, Tenkū shinpan) - Chapitre 253 : Une jolie petite sœur rien que pour moi (カワイイ妹を独り占め, Kawaī imōto o hitorijime) - Chapitre 254 : La dualité entre dieu et homme (神と人間の二重性, Kami to ningen no nijū-sei) - Chapitre 255 : Si c'est juste un peu (ちょっとぐらいなら, Chotto gurainara) - Chapitre 256 : Plus vite on renonce, mieux c'est (すぐにあきらめたほうが楽, Sugu ni akirameta hō ga raku) - Chapitre 257 : Si fier de ma petite sœur (自慢の妹, Jiman no imōto) |                  |                   |                   |                   |

## Sky High Survival: Next Level
| no | Japonais         | Japonais          | Français         | Français          |
| no | Date de sortie   | ISBN              | Date de sortie   | ISBN              |
| --- | ---------------- | ----------------- | ---------------- | ----------------- |
| 1 | 8 novembre 2019  | 978-4-06-517306-0 | 19 février 2021  | 978-2-505-11028-6 |
| Liste des chapitres : - Chapitre 1 : Celui qui m'a parlé de ce monde (この世界のことを教えてくれる存在, Kono sekai no koto o oshitekureru sonzai) - Chapitre 2 : On me prend pour un enfant (子供だと思われるから, Kodomoda to omowa rerukara) - Chapitre 3 : C'est un univers parallèle (異世界なんだし, Isekai na dnashi) - Chapitre 4 : Bats-toi ! (たたかえ, Tatakae) - Chapitre 5 : Parler, c'est pas mon truc (しゃべるのがじょうずじゃない, Shaberu no ga jōzu janai) - Chapitre 6 : Ce que je sais (わかったこと, Wakatta koto) - Chapitre 7 : Tout se passe comme prévu (予定通りといえば, Yotei-dōri to ieba) - Chapitre 8 : Alors qu'on est dans un univers parallèle ? (異世界なのに！？, Isekai na noni!?) - Chapitre 9 : Une belle déception (上質な絶望, Jōshitsuna zetsubō) - Chapitre 10 : Que regardes-tu ? (何を見てるの？, Nani o mi teru no?) - Chapitre 11 : L'autre partie (他の部分, Hoka no bubun) |                  |                   |                  |                   |
| 2 | 7 février 2020   | 978-4-06-518169-0 | 14 mai 2021      | 978-2-505-11029-3 |
| Liste des chapitres : - Chapitre 12 : Désolé, j'ai menti (ごめんウソ, Gomen uso) - Chapitre 13 : Comme lorsque j'ai quitté le club de sport (部活辞めた直後の感じ, Bukatsu yameta chokugo no kanji) - Chapitre 14 : Une belle prise (結構な収穫, Kekkōna shūkaku) - Chapitre 15 : Je ne peux pas être catégorique, mais... (断言は出来ないが, Dangen wa dekinaiga) - Chapitre 16 : Tes chances de survie (君の生き残る確率, Kimi no ikinokoru kakuritsu) - Chapitre 17 : Le souverain de ce monde (この世界の王, Kono sekai no Ō) - Chapitre 18 : Une mauvaise nouvelle (残酷な情報, Zankokuna jōhō) - Chapitre 19 : Expérience (実験, Jikken) - Chapitre 20 : Ce n'est pas une métaphore (本当の意味で, Hontō no imi de) - Chapitre 21 : La priorité ultime à donner dans cet espace (この宇宙で最も優先されるべきこと, Kono uchū de mottomo yūsen sa rerubeki koto) - Chapitre 22 : Je l'ai amenée (連れてきました, Tsurete kimashita) |                  |                   |                  |                   |
| 3 | 8 mai 2020       | 978-4-06-518846-0 | 20 août 2021     | 978-2-505-11030-9 |
| Liste des chapitres : - Chapitre 23 : Une personne ordinaire (普通の人, Futsū no hito) - Chapitre 24 : Une personne incompréhensible (意味不明な存在, Imi fumeina sonzai) - Chapitre 25 : Discussion (おはなし, O hanashi) - Chapitre 26 : Capacités insuffisantes (スペック不足, Supekku fusoku) - Chapitre 27 : Les gens se trompent sur mon compte, moi, Kyôko Oribe (私、織部今日子は勘違いをされている, Watashi, Oribe Kyōko wa kanchigai o sa rete iu) - Chapitre 28 : Rêves et espoirs (夢や希望, Yume ya kibō) - Chapitre 29 : Les compagnons, c'est important (仲間ってとっても大事, Nakama tte tottemo daiji) - Chapitre 30 : J'ai levé la main (手を挙げた, Te o ageta) - Chapitre 31 : Châtiment (天罰, Tenbatsu) - Chapitre 32 : Raison d'exister (存在する理由, Sonzai suru riyū) - Chapitre 33 : Maintenant ou jamais (今しか無い, Ima shika nai) |                  |                   |                  |                   |
| 4 | 9 septembre 2020 | 978-4-06-520328-6 | 19 novembre 2021 | 978-2-505-11031-6 |
| Liste des chapitres : - Chapitre 34 : Du sport ou un truc dans le genre ? (何かスポーツとか, Nanika supōtsu toka) - Chapitre 35 : Mach 88 (マッハ88, Mahha 88) - Chapitre 36 : Au fond du cœur (心の底まで, Kokoro no soko made) - Chapitre 37 : Pour lui aussi (アイツのためにも, Aitsu no tame ni mo) - Chapitre 38 : Rencontre aléatoire (エンカウント, En kaunto) - Chapitre 39 : Moi, je le sens (私にはわかる, Watashi ni wa wakaru) - Chapitre 40 : Sur la ligne de frontière (境界線上, Kyōkai senjō) - Chapitre 41 : Yuri (先輩, Senpai) - Chapitre 42 : Death ! Death ! (ですわ～ですわ～, Desu wa ~ desu wa ~) - Chapitre 43 : Mes sauveurs (いのちのおんじん, Inochi no on jin) - Chapitre 44 : Conscience (自覚, Jikaku) - Chapitre hors-série : Après le monde () |                  |                   |                  |                   |
| 5 | 9 novembre 2020  | 978-4-06-521265-3 | 18 février 2022  | 978-2-505-11206-8 |
| Liste des chapitres : - Chapitre 45 : Insatiable curiosité (好奇心旺盛, Kōkishin ōsei) - Chapitre 46 : On peut faire des trucs incroyables ! (すごいことでもできちゃう, Sugoi kotode mo deki chau) - Chapitre 47 : J'ai oublié son nomn mais... (名前は忘れたけれど, Namae wa wasuretakeredo) - Chapitre 48 : Pas question que je reparte comme ça (手ブラのままでは帰れません, Debura no mamade wa kaeremasen) - Chapitre 49 : Un message que je suis le seul à entendre (僕だけに聞こえるメッセージ, Boku dake ni kikoeru messejī) - Chapitre 50 : Notre objectif (私たちの目的, Watashitachi no mokuteki) - Chapitre 51 : Mystérieuse anxiété (謎の焦り, Nazo no aseri) - Chapitre 52 : Il a été guidé (彼は導かれた, Kare wa michibika reta) - Chapitre 53 : Ça, ce n'était vraiment pas prévu (これマジで予想外の展開, Kare wa michibika reta) - Chapitre 54 : Ce qu'on doit penser au fond de soi (心に思うべきことは, Kokoro ni omōbeki koto wa) - Chapitre 55 : Vous, alors... (おまえたち, Omae-tachi) - Chapitre 56 : Je ne vois qu'un mauvais signal (悪いフラグにしか思えない, Warui furagu ni shika omoenai) |                  |                   |                  |                   |
| 6 | 9 février 2021   | 978-4-06-522354-3 | 17 mai 2022      | 978-2-505-11552-6 |
| Liste des chapitres : - Chapitre 57 : Tout ! (何がなんでもッ！, Nani ga nan demo!) - Chapitre 58 : A propos de l'issue du combat (その結末について, Sono ketsumatsu ni tsuite) - Chapitre 59 : Trop super fort (マジ強さダンチ, Maji tsuyo-sa danchi) - Chapitre 60 : Ne pas s'opposer aux vecteurs (ベクトルには逆らえず, Bekutoru ni wa sakaraezu) - Chapitre 61 : Si on pouvait revenir en arrière (もしも時間を戻せたら, Moshimo jikan o modosetara) - Chapitre 62 : Un monde calme et doux (静かで優しい世界, Shizukade yasashī sekai) - Chapitre 63 : Toujours nous (やっぱり私たち, Yappari watashitachi) - Chapitre 64 : Ce n'est pas bon (ダメなやつ, Damena yatsu) - Chapitre 65 : Quand même mieux (マジでマシ！, Majide mashi!) - Chapitre 66 : Un monde égal pour tous (平等な世界, Byōdōna sekai) - Chapitre 67 : Erreur critique du système nerveux (神経系に深刻なエラー, Shinkei-kei ni shinkokuna erā) - Chapitre 68 : Le plus mauvais caractère de tout l'univers (宇宙で一番性格が悪いヤツ, Uchū de ichiban seikaku ga warui yatsu) - Chapitre 69 : Nuages (クラウド, Kuraudo)                        |                  |                   |                  |                   |
| 7 | 9 juin 2021      | 978-4-06-523123-4 | 19 août 2022     | 978-2-505-11584-7 |
| Liste des chapitres : - Chapitre 70 : 今度こそ宇宙人 (Kondokoso uchūbito) - Chapitre 71 : 君の宇宙へ (Kimi no uchū e) - Chapitre 72 : システムオールグリーン (Shisutemu ōru gurīn) - Chapitre 73 : 私のことキライ？ (Watashi no koto kirai) - Chapitre 74 : 強制輪廻 (Kyōsei rin'ne) - Chapitre 75 : この空虚な領域で (Kono kūkyona ryōiki de) - Chapitre 76 : 消耗品 (Shōkōhin) - Chapitre 77 : 最後に超えるべき相手 (Saigo ni koerubeki aite) - Chapitre 78 : 最後の戦い (Saigo no tatakai) - Chapitre 79 : ご報告ご報告 (Go hōkoku go hōkoku) - Chapitre 80 : 天空侵犯arrive (Tenkū shinpan arrive) - Chapitre 81 : 脳に刻みつけて (Nō ni kizamitsukete) - Chapitre 82 : 宇宙へ (Uchū e) - Chapitre 83 : 僕がゴミ捨て場に (Boku ga gomisuteba ni) - Chapitre 84 : 奇跡 (Kiseki) - Chapitre final : さようなら 不器用な人たち (Sayōnara bukiyōna hito-tachi) |                  |                   |                  |                   |

## Œuvres
Édition japonaise
Tenkū shinpan
1. 1 2  Tome 1
2. 1 2  Tome 2
3. 1 2  Tome 3
4. 1 2  Tome 4
5. 1 2  Tome 5
6. 1 2  Tome 6
7. 1 2  Tome 7
8. 1 2  Tome 8
9. 1 2  Tome 9
10. 1 2  Tome 10
11. 1 2  Tome 11
12. 1 2  Tome 12
13. 1 2  Tome 13
14. 1 2  Tome 14
15. 1 2  Tome 15
16. 1 2  Tome 16
17. 1 2  Tome 17
18. 1 2  Tome 18
19. 1 2  Tome 19
20. 1 2  Tome 20
21. 1 2  Tome 21

Tenkū shinpan arrive
1. 1 2  Tome 1
2. 1 2  Tome 2
3. 1 2  Tome 3
4. 1 2  Tome 4
5. 1 2  Tome 5
6. 1 2  Tome 6
7. 1 2  Tome 7

Édition française
Sky-High Survival
1. 1 2  Tome 1
2. 1 2  Tome 2
3. 1 2  Tome 3
4. 1 2  Tome 4
5. 1 2  Tome 5
6. 1 2  Tome 6
7. 1 2  Tome 7
8. 1 2  Tome 8
9. 1 2  Tome 9
10. 1 2  Tome 10
11. 1 2  Tome 11
12. 1 2  Tome 12
13. 1 2  Tome 13
14. 1 2  Tome 14
15. 1 2  Tome 15
16. 1 2  Tome 16
17. 1 2  Tome 17
18. 1 2  Tome 18
19. 1 2  Tome 19
20. 1 2  Tome 20
21. 1 2  Tome 21

Sky-High Survival - Next Level
1. 1 2  Tome 1
2. 1 2  Tome 2
3. 1 2  Tome 3
4. 1 2  Tome 4
5. 1 2  Tome 5
6. 1 2  Tome 6
7. 1 2  Tome 7